# Феуд
Феуд (лат. feudum) је био земљишни посед кога је сизерен додељивао вазалу као награду за верност и службу.

## Феуд
Уступање права плодоуживања (бенефицијум) постоји још од меровиншке епохе. Сем службеницима, бенефицијуми су се додељивали и вазалима као награда за оданост. Вазали у каролиншкој епоси били су оружани коњаници који су били веома цењени јер их је обавеза да сами себи набављају војну опрему чинила ретким. Њихова служба плаћана је бенефицијумима. Из комбинације ове две установе (вазалство и бенефицијум) створен је феуд. Феуд је бенефицијум који је вазал добијао од свога властелина. То је германска реч која одговара латинском бенефицијуму. Термин „феуд” настао је отприлике у исто време када је бенефицијум постао наследан. Временом су феуди постали наследни. Читаве грофовије јављају се као велики бенефицијуми. Феуди су као надокнада за службу додељивани и носиоцима најважнијих дужности на сениоровом имању: сенешалима, констаблима и маршалима, понекад чак и коморницима, надзорницима послуге, шумарима и куварима.